# Bernhard Baumeister

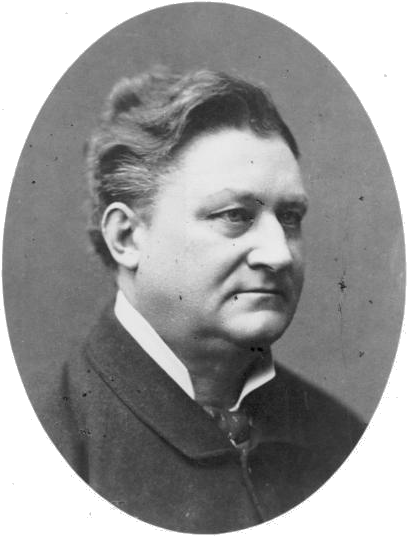
Bernhard Baumeister

Bernhard Baumeister (eigentlich Bernhard Baumüller) (* 28. September 1827 in Posen; † 25. Oktober 1917 in Baden bei Wien) war ein deutsch-österreichischer Schauspieler.

## Leben und Wirken
Bernhard Baumeister war der Sohn eines Artillerie-Offiziers bei Blücher und seiner Frau, die die Tochter eines französischen Fechtlehrers war. Nach dem Willen des Vaters sollte Bernhard Schriftsetzer werden, doch sein Interesse galt frühzeitig der Schauspielerei und er folgte seinem Bruder Wilhelm, der in Schwerin am Theater engagiert war. Hier bekam er kleine Nebenrollen und trat erstmals 1843 auf eine Bühne. Fünf Jahre später, 1848, nahm er ein Engagement in Hannover, 1850 in Oldenburg und am 7. Mai 1852 am Wiener Hofburgtheater an. Für sein Engagement hatte sich besonders der damalige Direktor des Burgtheaters, Adolf Wilbrandt, eingesetzt. Baumeister spielte bald in allen bedeutenden Theaterstücken die Titelrollen und wusste die Zuschauer und auch die Kritiker von seiner einfachen aber überaus natürlichen  Darstellungskunst zu überzeugen.

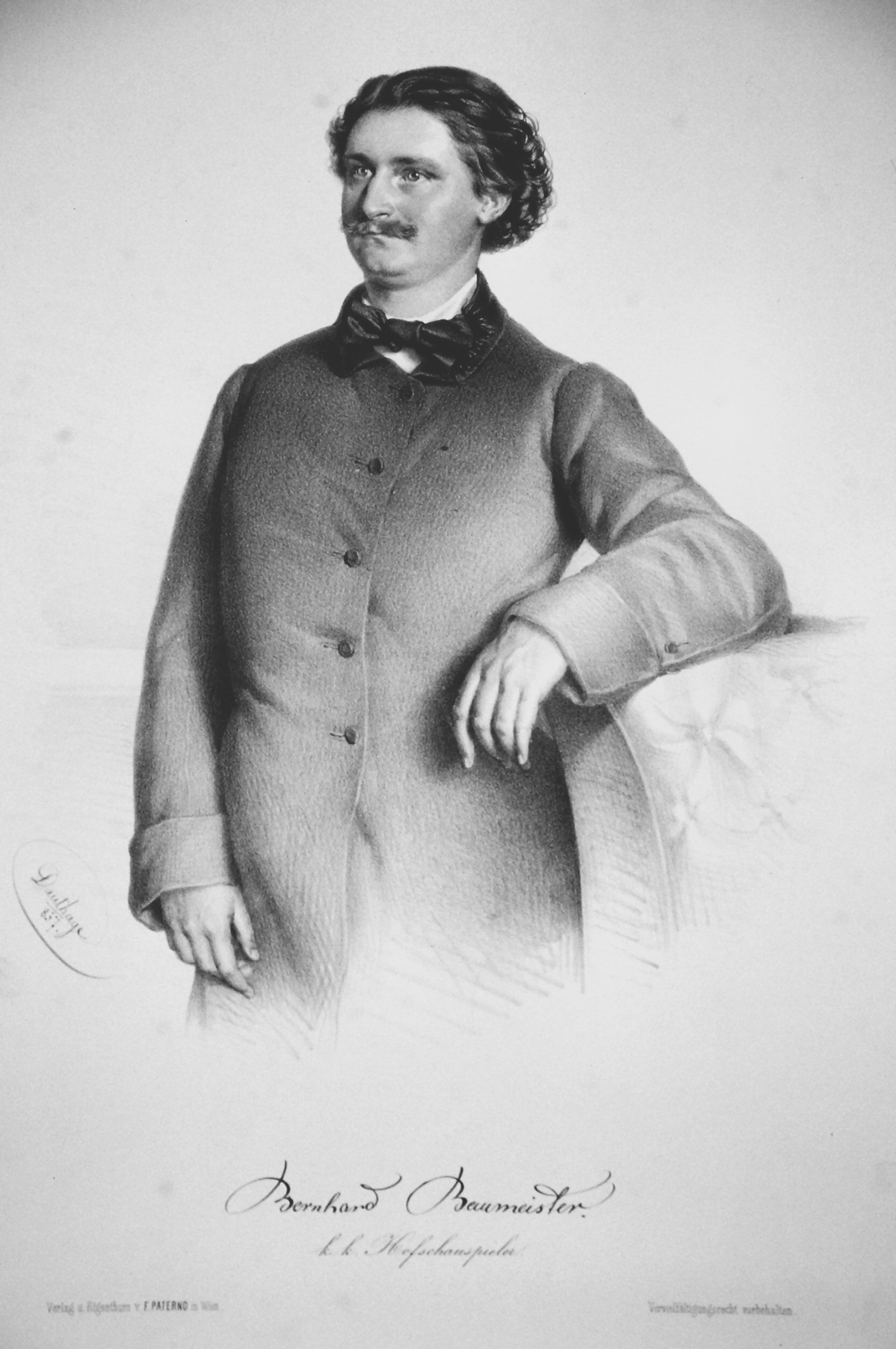
Bernhard Baumeister, Lithographie von Adolf Dauthage, 1857

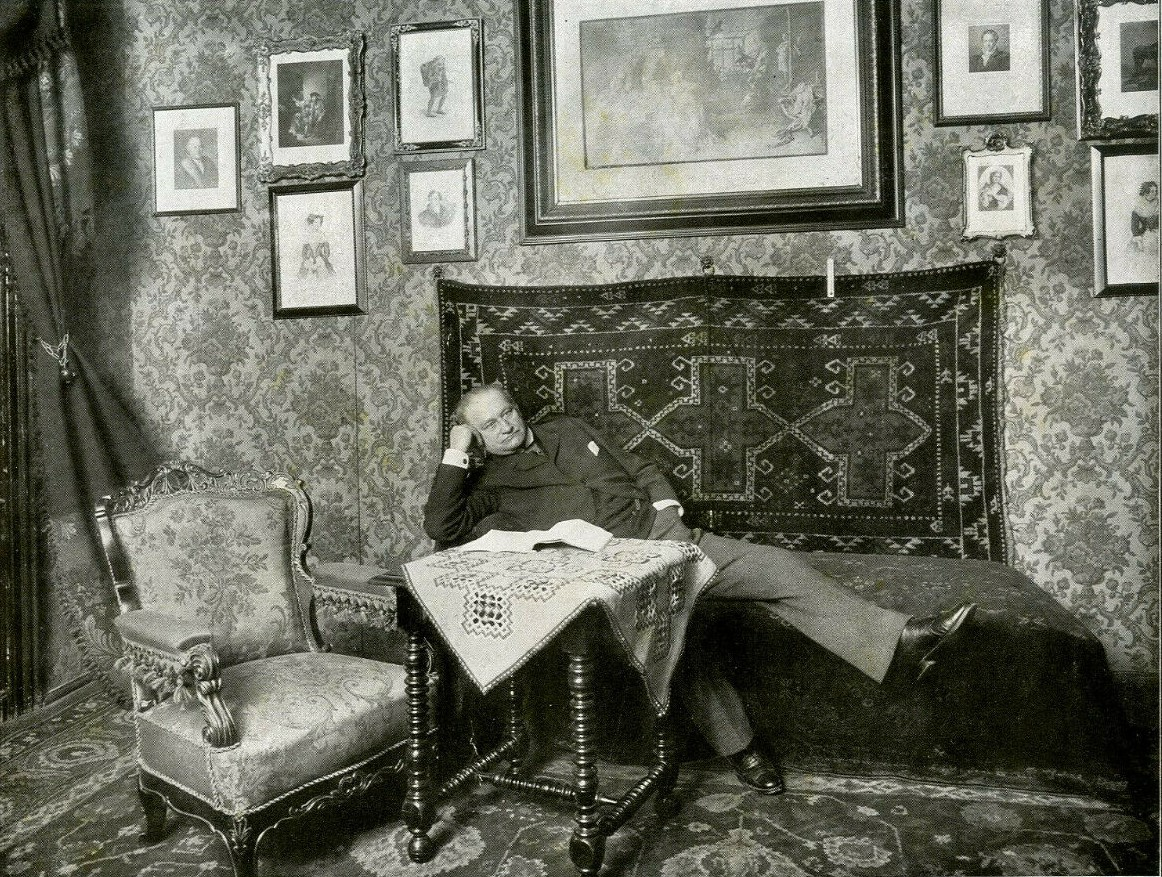
Bernhard Baumeister (1912), Foto von Charles Scolik

Erst 1857 erhielt Baumeister eine Berufung als k. k. Hofschauspieler. 1892, nach 40-jährigem erfolgreichem Wirken, mehrfach unterbrochen durch ein schweres Fußleiden,  wurde er auf Lebenszeit am Hofburgtheater engagiert. Schließlich brachte er es zu dieser Zeit bereits auf 6.299 Auftritte in 494 Rollen.
Spielte er anfangs Naturburschen und Bonvivants, übernahm er später meist ältere humoristische Rollen wie Falstaff, Götz, Petruchio etc.
Am 9. Januar 1864 heiratet Bernhard Baumeister Marie Perl. Im April 1907 wird vom Tod der Tochter Baumeisters, Hermine, berichtet.
Anfang 1915, während seines Engagements am Burgtheater, erlitt Baumeister in Zusammenhang mit einer Influenza einen leichten Schlaganfall, dem im Weiteren, trotz Phasen der scheinbaren Erholung, u. a. hochgradige Schwerhörigkeit folgte; seine letzten Lebensjahre verbrachte er in seinem seit 1904 als Wohndomizil genutzten Haus in Baden bei Wien, wo er seit dem 29. Oktober 1917 auf dem Friedhof St. Helena begraben liegt.
Im Jahr 1920 wurde in Wien-Ottakring (16. Bezirk) die Baumeistergasse nach ihm benannt. 
Er war der Bruder von Wilhelm Baumeister und Marie Baumeister, seine Nichte war Antonie Baumeister und seine Schwägerin Therese Ringelhardt.

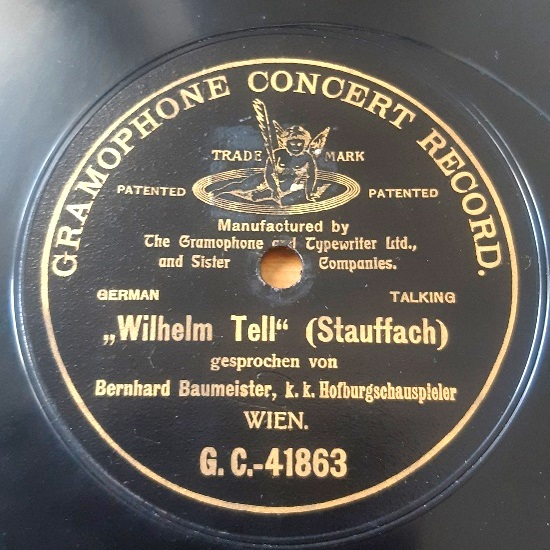
Schallplatte von Bernhard Baumeister (Wien 1904)

Bernhard Baumeister hinterließ drei Aufnahmen seiner Stimme auf G&T (Wien 1904).

## Schüler (Auswahl)
- Clara Drucker, Rudolf Fuchs, Rudolf Leyrer